# ملحمة بيوولف: الترجمة والشرح
«ملحمة بيوولف، الترجمة والشرح»، وهي ترجمة نثرية لقصيدة بيوولف الملحمية المبكرة في العصور الوسطى، من اللغة الإنجليزية القديمة إلى اللغة الإنجليزية الحديثة. تُرجمت من قبل جون رونالد رويل تولكين خلال الفترة الممتدة من عام 1920 وحتى عام 1926، حرره كريستوفر نجل تولكين، ونُشرت الترجمة بعد وفاته في مايو عام 2014 من قبل هاربر كولينز.
تقدم بيوولف في القصيدة، وهو بطل الجيتس في الدول الاسكندنافية، لمساعدة هروغجار، ملك الدنماركيين، إذ تعرضت قاعة ميد العظيمة التابعة لهم في هيرويت للهجوم من قبل وحش يُعرف باسم غريندل. هاجمت والدة غريندل القاعة بعد أن ذبحه بيوولف، ثم هُزمت بعد ذلك. يعود بيوولف مُنتصرًا إلى جيتس لاند في السويد ويصبح لاحقًا ملكًا لجيتس. تغلب بيوولف على تنين بعد مرور خمسين عامًا، ولكنه يُصاب بجروح قاتلة في المعركة. دفنه الحاضرون بعد وفاته في جثوة في أكمة في مقبرة جيتس لاند.
يتبع الترجمة تعليق على القصيدة التي أصبحت مادةً لمحاضرة تولكين المشهورة التي ألقاها في عام 1936 بعنوان «بيوولف: الوحوش والنقاد». علاوة على ذلك، يشتمل الكتاب على «تهجئة سيليك» التي لم تُنشر من قبل، ونسختين من «مَوضِع بيوولف». يُعد الكتاب الأول قطعة خيالية لخلفية سيرة بيوولف الذاتية، في حين أن الكتاب الثاني هو قصيدة عن موضوع بيوولف.

## الحبكة
انطلق بيوولف، أمير الجيتس، وأتباعه لمساعدة هروغجار، ملك الدنماركيين، في قتاله ضد الوحش غريندل. كثيراً ما يهاجم غريندل قاعة ميد التابعة لهروغجار بسبب كرهه للموسيقى والضوضاء، إذ يقتل رجال الملك أثناء نومهم. في حين أن بيوولف لا يستطيع قتل غريندل مباشرة في أول لقاء له، إلا أنه ما يزال يجرحه بشكل قاتل. عليه أن يواجه بعد ذلك والدة غريندل التي جاءت للانتقام لابنها. يتبعها بيوولف إلى كهف أسفل البحيرة حيث يذبحها بسيف سحري. هناك يجد أيضًا غريندل المتوفي ويقطع رأسه.
يعود بيوولف إلى المنزل ليصبح ملكًا لجيتس. بعد حوالي 50 عامًا، بدأ تنين سُرق كنزٌ من كنوزه في مقبرة جيتس لاند، بترويع جيتس لاند. يبلغ بيوولف الآن الثمانينات من عمره، ويحاول محاربة التنين ولكن لا يمكن له أن ينجح. يتبع بيوولف التنين إلى مخبأه حيث ينضم ويغلاف قريبه الشاب في المعركة. يذبح بيوولف التنين أخيرًا، لكنه أصيب بجروح قاتلة. في النهاية، قام أتباع الملك بدفنه في أكمة بجوار البحر.

## الاستقبال
قُورنت ترجمة تولكين لـ «بيوولف» بترجمة سيموس هيني من عام 2000. يكتب جون أكوتشيلا، أنه نظرًا لأن تولكين لم يكن شاعراً محترفًا مثل هيني، فقد اضطر إلى تقديم تنازلات في ترجمة الملحمة الإنجليزية القديمة الأصلية. وفقًا لـأكوتشيلا، فإن تركيز هيني على القافية والجناس يجعله يفقد أحيانًا التفاصيل من الأصل الموجود في نسخة النثر. تبقى نسخة تولكين أقرب إلى التفاصيل والإيقاع الأصلي، بل وقريبة جدًا من المعنى الأصلي للقصيدة، وهو الأمر الذي يُعزى إلى معرفة تولكين العلمية باللغة الإنجليزية القديمة، في حين نجح هيني، من ناحية أخرى، في إنتاج ترجمة مناسبة للقارئ الحديث، أكثر من تولكين.
تسبب المنشور أيضا بإثارة بعض الجدل بين العلماء. وصفها كيفن كيرنان، خبير بيوولف وأستاذ بجامعة كنتاكي، بأنها «مهزلة»، بل وقُدم النقد من قبل دانييل دونوغو، أستاذ في جامعة هارفارد. يستشهد كيرنان في كتابه «مطلع على أسرار الأعمال الداخلية» بأن جون رونالد رويل تولكين نفسه لم تعجبه ترجمته. وفقًا لكيرنان، فإن أي ترجمة نثرية لبيوولف سوف تهمل «الجلالة الشعرية» للنسخة الأصلية. بدلاً من ذلك، وصفت فيلبا سيمبر، محاضرة في جامعة برمنغهام، الترجمة بأنها «آسرة» و «هدية عظيمة لأي شخص مهتم بـبييولف أو تولكين». كتب مايكل دي. سي. دروت في مراجعته أن «استبعاد ترجمة تولكين الشعرية المتجانسة لفظيًا هو الأمر الأكثر إثارة للحيرة. هذه الترجمة عبارة عن قطعة من الشعر أُعدت بشكل جيد، وهي أدق في الشكل والمحتوى أكثر من أي ترجمة شعرية أخرى لـبيوولف... من المرجح أن يستمتع القراء العامون بالترجمة الشعرية أكثر مما يستمتعون بالنثر».